# 13-as busz (Budapest)
A budapesti  13-as jelzésű autóbusz Budatétény vasútállomás (Campona) és Diósd, Búzavirág utca között közlekedik. A viszonylatot a MÁV Személyszállítási Zrt. üzemelteti.

## Járművek
A viszonylaton korábban MAN SL 223 és Volvo 8500-as típusú szóló buszok közlekedtek. A járműveket az VT-Transman állította ki. Ám az új paraméterkönyv bevezetésekor a BKV visszavette a vonal üzemeltetését. 2014. június 1-jétől a Volánbusz MAN Lion’s City típusú autóbuszai közlekednek a vonalon.

## Története
1948. november 22-én indult el először a 13-as autóbuszjárat a Nagyvárad tér – Ecseri út – Ceglédi út – Bihari út – Liget tér útvonalon. (Korábban a Nagyvárad tér – Ecseri út szakaszon a 36A jelzésű buszok közlekedtek.) 1949. március 14-én a 13-as autóbuszjáratot átszervezték villamospótló járattá, így már az Üllői út és a Liget tér között közlekedett, majd 1955. október 15-én meg is szüntették a járatot, szerepét a 13-as villamos vette át.
1957. február 18-án Budapest egy másik részén, Nagytétény környékén jelent meg a járat a megszűnő „D” busz helyett. Ekkor a 13-as busz Nagytétény, Bányagyutacsgyár és Diósd, Csapágygyár között, míg betétjárata a 13A jelzésű busz Nagytétény, Bányagyutacsgyár és a Mechanikai Művek között közlekedett. A két viszonylatot az 1960-as évek végén átszervezték, így a 13-as a Nagytétényi út és Diósd, Csapágygyár között közlekedett. A 13A jelzésű betétjárata a Nagytétényi úttól csak a Barackos útig, míg a 13B a Bányagyutacsgyárig közlekedett. Ezeken felül egy új járat is indult 13Y jelzéssel a Nagytétényi út és a Mechanikai Művek között.
Az 1977. január 1-jei járatátszervezéskor a 13A jelzése 101-esre, a 13B jelzése 103-asra, míg a 13Y-é 113-asra módosult. Néhány évvel később a 113-as új útvonalon is közlekedett a Mechanikai Művek és Diósd, Csapágygyár között, amit csak 1984. március 1-jétől különböztetnek meg. A Mechanikai Művek és Nagytétény között közlekedő járatnak maradt 113-as a száma, míg a Mechanikai Művek és Diósd között közlekedő 115-ös jelzést kapott.
1995. december 1-jén új járat indult 13A jelzéssel a Nagytétényi út és a Balatoni út között.
2000. július 1-jétől a 13-as busz Budatétény, Campona és Diósd, Csapágygyár között, a 13A pedig Budatétény, Campona és Nagytétény, Angeli utca között, a Balatoni út érintésével közlekedett. Ugyanekkor megszűnt a 113-as busz. Ettől a naptól kezdve a 13-as busz már nem a Gyár utcán, hanem a Balatoni út-Homokbánya utca-Petőfi Sándor utcán keresztül közelíti meg a Csapágygyárat.
2006. január 1-jén útvonala a Búzavirág utcáig hosszabbodott.
A 13A 2006. október 2-ától 113-as jelzéssel a Budatétényi végállomástól Diósd, Sashegyi út között közlekedett, az új 113A jelzésű busz pedig a Budatétényi végállomástól Nagytétény, Angeli utca megállóhelyig.
2014. június 1-jén a vonal üzemeltetését a Volánbusz vette át MAN Lion’s City típusú autóbuszokkal.
2018. szeptember 19-étől a Diósdról 7 óra 4 perckor induló járatot Diósd közigazgatási határán belül a 725-ös buszra szóló Volánbusz-bérlettel is igénybe lehet venni.
2019. május 11-étől a 88-as busz Törökbálint és Budatétény vasútállomás közötti meghosszabbítása miatt jelentősen ritkult, illetve változott az útvonala, a Nagytétényi út / Angeli utca megállóhelyet is érinti.
2023. február 18-án a 13-as és a 33-as buszcsalád átalakításával útvonala kis mértékben módosult, két reggeli Diósd felől érkező autóbusz betér Nagytétény-Diósd vasútállomáshoz is.

## Útvonala
| Diósd, Búzavirág utca felé |
| Budatétény vasútállomás (Campona) vá. – Nagytétényi út – Minta utca – Dráva utca – Bartók Béla út – Barackos út – Ezüstgaras utca – Szakiskola utca – Barackos út – Angeli utca – Nagytétényi út, forduló – Angeli utca – Diósd, Tétényi utca – Balatoni út – Homokbánya utca – Fenyő sor – Vadvirág utca – Vadrózsa utca – Diósd, Búzavirág utca vá.                                                            |
| Budatétény vasútállomás (Campona) felé |
| Diósd, Búzavirág utca vá. – Vadrózsa utca – Vadvirág utca – Fenyő sor – Homokbánya utca – Petőfi Sándor utca – Kossuth Lajos utca – Sashegyi út – Balatoni út – Tétényi utca – Budapest, Angeli utca – Nagytétényi út, forduló – Angeli utca – Barackos út – Szakiskola utca – Ezüstgaras utca – Barackos út – Bartók Béla út – Dráva utca – Minta utca – Nagytétényi út – Budatétény vasútállomás (Campona) vá. |

## Megállóhelyei
Az átszállás kapcsolatok között az azonos útvonalon közlekedő 13A, 113-as és 113A jelzésű betétjáratok nincsenek feltüntetve.
| 0                                                                 | Budatétény vasútállomás (Campona) végállomás | 32 | 88, 101E, 138, 150, 150B, 287 700 S40 S42 G43 G44 |
| 1                                                                 | Budatétény vasútállomás (Növény utca)        | 31 | 33, 88, 101E, 114, 133E, 213, 214, 287 700        |
| 2                                                                 | Rózsakert utca / Minta utca                  | 30 | 88, 101B, 101E, 114, 213, 214, 287                |
| 3                                                                 | I. utca                                      | 29 | 88, 101B, 213, 214, 287                           |
| 4                                                                 | Mátra utca                                   | 29 | 88                                                |
| 5                                                                 | Barosstelep vasútállomás                     | 28 | 88 S40 S42 G43 G44                                |
| 6                                                                 | Damjanich utca                               | 27 | 88                                                |
| 7                                                                 | Mátyás király utca                           | 26 | 88, 213                                           |
| 8                                                                 | Szilvafa utca                                | 25 | 88                                                |
| 9                                                                 | Szakiskola utca                              | 24 | 88                                                |
| 10                                                                | Barackos út / Angeli utca                    | 23 | 88                                                |
| 11                                                                | Nagytétény-Diósd vasútállomás (Angeli utca)  | 22 | 33 S40 S42                                        |
| Nagytétény-Diósd vasútállomást csak két munkanapi indulás érinti. |                                              |    |                                                   |
| *                                                                 | Nagytétény-Diósd vasútállomás                | ∫  | 33 S40 S42                                        |
| 12                                                                | Nagytétényi temető                           | 21 | 33                                                |
| 13                                                                | Angeli utca / Nagytétényi út                 | 20 | 33, 133E 700                                      |
| 14                                                                | Angeli utca / Nagytétényi út                 | 19 | 33, 133E 700                                      |
| 15                                                                | Nagytétényi temető                           | 18 | 33                                                |
| 16                                                                | Nagytétény-Diósd vasútállomás (Angeli utca)  | 17 | 33 S40 S42                                        |
| 17                                                                | Barackos út / Angeli utca                    | 15 | 88                                                |
| 18                                                                | Diósdi utca                                  | 14 | 88                                                |
| 18                                                                | Németh-villa                                 | 14 | 88                                                |
| 19                                                                | Szerafin-villa                               | 13 | 88                                                |
| 21                                                                | Diósd, Törökbálinti elágazás                 | 12 | 88 710, 712, 720, 722, 725, 727                   |
| Budapest–Diósd közigazgatási határa                               |                                              |    |                                                   |
| 22                                                                | Diósd, Sashegyi út                           | 10 | 88 710, 712, 715, 720, 722, 725, 727              |
| ∫                                                                 | Diósd, városháza                             | 9  |                                                   |
| 23                                                                | Gárdonyi Géza utca                           | ∫  | 725, 727                                          |
| ∫                                                                 | Kölcsey Ferenc utca                          | 8  |                                                   |
| 24                                                                | Gyár utca                                    | ∫  | 710, 712, 720, 722, 725, 727                      |
| ∫                                                                 | Csapágygyár                                  | 7  |                                                   |
| 25                                                                | Homokbánya utca                              | ∫  | 725, 727                                          |
| 26                                                                | Petőfi Sándor utca                           | 6  | 725, 727                                          |
| 27                                                                | Pacsirta utca                                | 5  | 725, 727                                          |
| 28                                                                | Nóra utca                                    | 4  | 725, 727                                          |
| 29                                                                | Katinka utca                                 | 3  | 725, 727                                          |
| 30                                                                | Tátika utca                                  | 2  | 725, 727                                          |
| 31                                                                | Valéria utca                                 | 1  | 725, 727                                          |
| 33                                                                | Diósd, Búzavirág utca végállomás             | 0  | 725, 727 Orgona utca (Törökbálint): 283           |